# Compagnie du chemin de fer de Hollande
La Compagnie du chemin de fer de Hollande (en néerlandais Hollandsche IJzeren Spoorweg-Maatschappij), est la première société de chemin de fer des Pays-Bas, fondée le 8 août 1837. Elle commence l'exploitation d'une ligne entre Amsterdam et Haarlem en 1839, puis reste opérationnelle jusqu'en 1938. Elle fusionne alors avec la Compagnie pour l'exploitation des chemins de fer de l'État néerlandais (Maatschappij tot Exploitatie van Staatsspoorwegen) pour former la Société des chemins de fer néerlandais (Nederlandse Spoorwegen).